# رورموند
رورموند Roermond  بلدية بمقاطعة ليمبورخ، هولندا.

## طوبوغرافيا
خريطة طوبوغرافية هولندية لبلدية رورموند، 2013، (تقرأ بعد ثلاث نقرات على الخريطة)

## توأمة
لرورموند اتفاقيات توأمة مع كل من:
- ماركتردفيتس
- كشالين
- Nepomuk [الإنجليزية]‏
- مونشنغلادباخ

## أعلام
- رينيه جانسين
- بيير كاوبيرز
- إدوارد كاوبيرز
- آنا وود
- هاري خومانس